# Патрик, Стэн
Стэнли Э. «Стэн» Патрик (англ. Stanley A. "Stan" Patrick; 5 мая 1922, Чикаго, штат Иллинойс, США — 1 января 2000, Белвидир, округ Бун, штат Иллинойс, США) — американский профессиональный баскетболист. Чемпион НБЛ в сезоне 1946/1947 годов.

## Ранние годы
Стэн Патрик родился 5 мая 1922 года в городе Чикаго (штат Иллинойс), там же учился в католической школе Лео, в которой играл за местную баскетбольную команду. В 1944 году закончил Иллинойсский университет в Урбане-Шампейне, где в течение трёх лет играл за команду «Иллинойс Файтинг Иллини», в которой провёл успешную студенческую карьеру. При Патрике «Файтинг Иллини» два раза выигрывали регулярный чемпионат конференции Big Ten (1942—1943), а также один раз выходили в плей-офф студенческого чемпионата США (1942).

## Профессиональная карьера
Играл на позиции лёгкого форварда и атакующего защитника. В 1947 году Стэн Патрик заключил соглашение с командой «Чикаго Американ Гиэрс», выступавшей в Национальной баскетбольной лиге (НБЛ) и Профессиональной баскетбольной лиге Америки (ПБЛА). Позже выступал за команды «Мидленд Доу Эйсис» (НБЛ), «Хэммонд Кэлумет Бакканирс» (НБЛ), «Уотерлу Хокс» (НБА), «Шебойган Рэд Скинс» (НБА) и «Канзас-Сити Хай-Спотс» (НПБЛ). Всего в НБЛ провёл 5 сезонов, а в НБА, ПБЛА и НПБЛ — по 1 сезону. В сезоне 1946/1947 годов Патрик, будучи одноклубником Бобби Макдермотта, Джорджа Майкена, Боба Кэлихана и Дика Триптоу, выиграл чемпионский титул в составе «Чикаго Американ Гиэрс». В 1945 году включался в 1-ю сборную всех звёзд НБЛ, а также был признан новичком года НБЛ. Всего за карьеру в НБЛ Стэн сыграл 212 игр, в которых набрал 1765 очков (в среднем 8,3 за игру), попутно став 13-м по результативности игроком НБЛ за всю историю лиги. Всего за карьеру в НБА Патрик сыграл 53 игры, в которых набрал 321 очко (в среднем 6,1 за игру) и сделал 74 передачи. Помимо этого Патрик в составе «Американ Гиэрс» три раза участвовал во Всемирном профессиональном баскетбольном турнире, но без особого успеха.

## Смерть
Стэн Патрик умер 1 января 2000 года на 78-м году жизни в городе Белвидир (округ Бун, штат Иллинойс).

## Статистика

### Статистика в НБА
| Сезон                                                                                    | Команда  | Регулярный сезон | Регулярный сезон | Регулярный сезон | Регулярный сезон | Регулярный сезон | Регулярный сезон | Регулярный сезон | Регулярный сезон | Регулярный сезон | Регулярный сезон | Регулярный сезон | Серия плей-офф | Серия плей-офф | Серия плей-офф | Серия плей-офф | Серия плей-офф | Серия плей-офф | Серия плей-офф | Серия плей-офф | Серия плей-офф | Серия плей-офф | Серия плей-офф |
| Сезон                                                                                    | Команда  | GP               | GS               | MPG              | FG%              | 3P%              | FT%              | RPG              | APG              | SPG              | BPG              | PPG              | GP             | GS             | MPG            | FG%            | 3P%            | FT%            | RPG            | APG            | SPG            | BPG            | PPG            |
| ---------------------------------------------------------------------------------------- | -------- | ---------------- | ---------------- | ---------------- | ---------------- | ---------------- | ---------------- | ---------------- | ---------------- | ---------------- | ---------------- | ---------------- | -------------- | -------------- | -------------- | -------------- | -------------- | -------------- | -------------- | -------------- | -------------- | -------------- | -------------- |
| 1949/50                                                                                  | Уотерлу  | 34               |                  |                  | 42,2             |                  | 64,8             | 0,0              | 1,2              |                  |                  | 6,7              | Не участвовал  | Не участвовал  | Не участвовал  | Не участвовал  | Не участвовал  | Не участвовал  | Не участвовал  | Не участвовал  | Не участвовал  | Не участвовал  | Не участвовал  |
| 1949/50                                                                                  | Шебойган | 19               |                  |                  | 34,6             |                  | 48,7             | 0,0              | 1,7              |                  |                  | 4,9              | 3              |                |                | 57,1           |                | 66,7           | 0,0            | 0,3            |                |                | 3,3            |
|                                                                                          | Всего    | 53               |                  |                  | 39,5             |                  | 60,5             | 0,0              | 1,4              |                  |                  | 6,1              | 3              |                |                | 57,1           |                | 66,7           | 0,0            | 0,3            |                |                | 3,3            |
| Наведите курсор мыши на аббревиатуры в заголовке таблицы, чтобы прочесть их расшифровку. |          |                  |                  |                  |                  |                  |                  |                  |                  |                  |                  |                  |                |                |                |                |                |                |                |                |                |                |                |